# Herz-Jesu-Kirche (Wiesbaden-Sonnenberg)

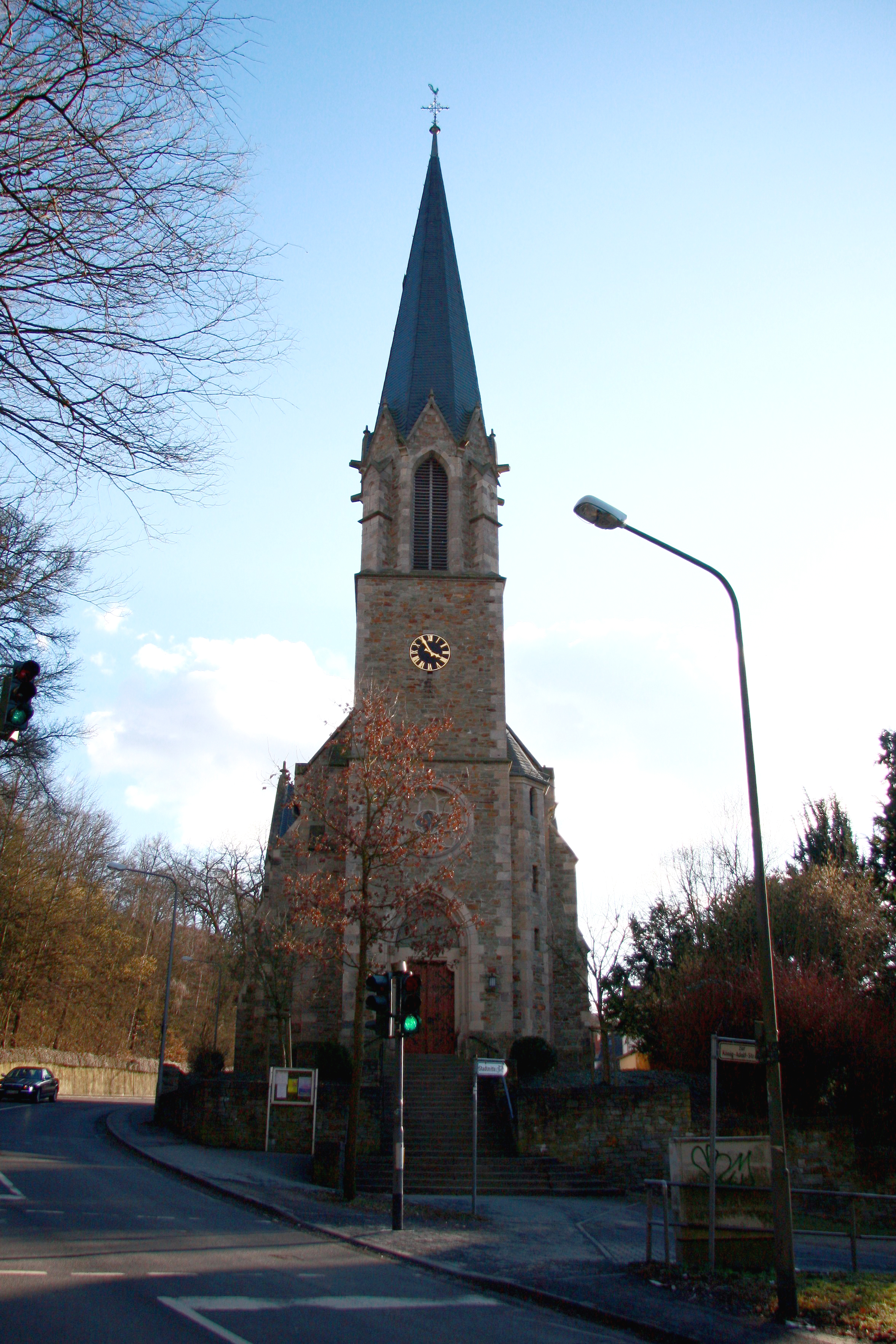
Portal und Turm der Herz-Jesu-Kirche

Die Herz-Jesu-Kirche (ⓘ) ist die Pfarreikirche der Herz-Jesu-Gemeinde in Wiesbaden-Sonnenberg. Es handelt sich dabei um eine von zwei Herz-Jesu-Kirchen in Wiesbaden.

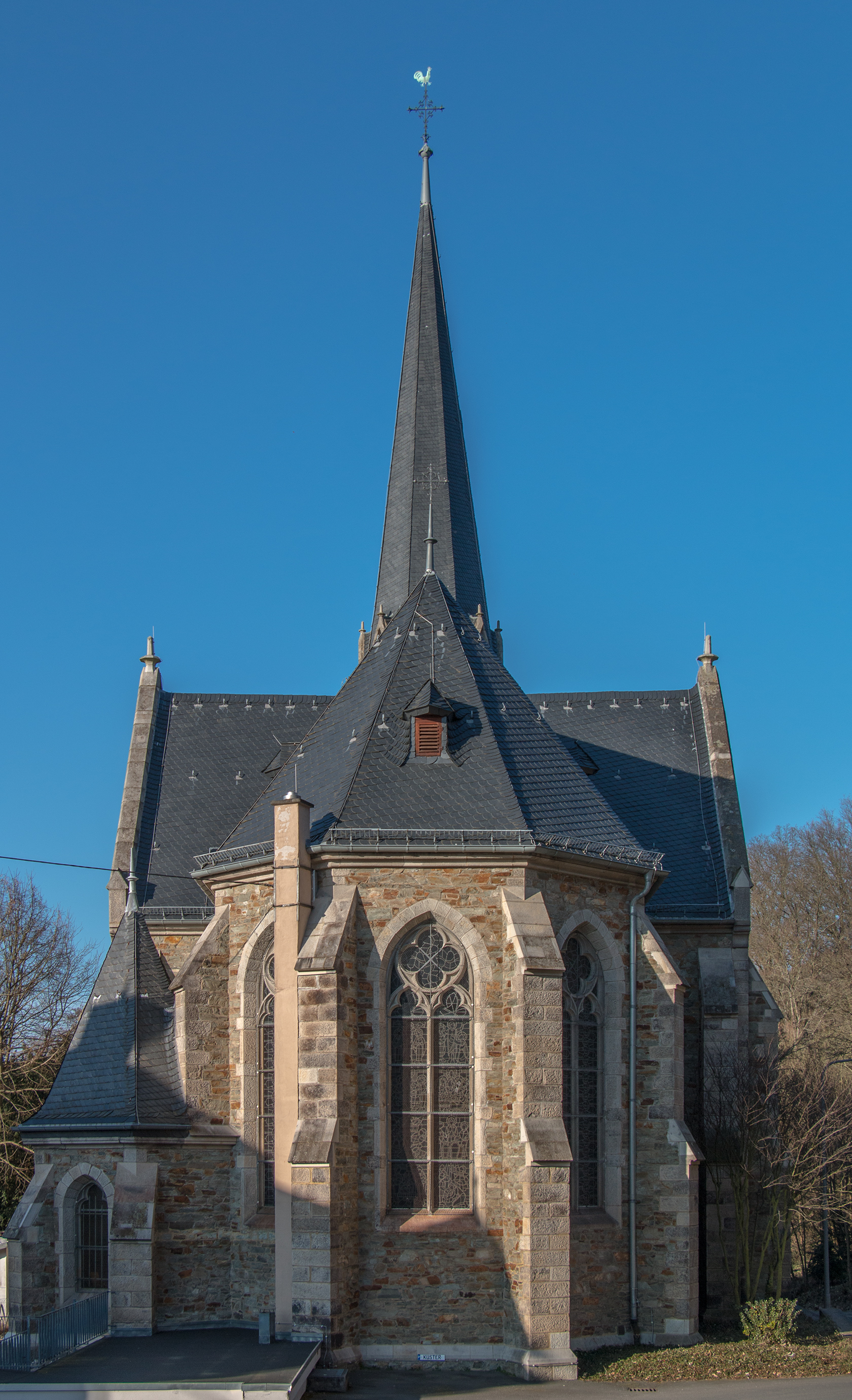
Blick von Südwesten auf die Apsis der Kirche

Die Kirche, welche ökumenisch genutzt wird, wurde 1890 eingeweiht. Das Kirchenschiff sowie der Altarraum sind mit neugotischen Malereien geschmückt. Eine aus Kupferblech geschlagene Darstellung Jesu ist über dem Eingangsportal montiert. Die bunten Glasfenster stellen Motive aus dem alten und neuen Testament dar. Das Tabernakel und der Ambo wurden 1982 von einem Kunstschmied aus Maria Laach gefertigt. Ein neben dem Altar aufgestelltes Kruzifix stammt aus dem 18. Jahrhundert. Im rechten Seitenschiff befindet sich der Marienaltar mit einer Darstellung der Mutter Gottes. Der Eingangsbereich der Kirche wird von einer goldenen Ikone und einer Pietà geschmückt.
Das Kirchengebäude wurde im Jahr 2006 mithilfe von Spenden von Gemeindemitgliedern und ortsansässigen Firmen  vollständig renoviert. Ein ursprünglich in der Kirche befindlicher Hochaltar wurde im Rahmen der Renovierung entfernt.

## Sehenswürdigkeiten
- Kupfermalerei „Der gute Hirte“ (anno 1901)
- Kreuz mit Korpus (18. Jh.)
- neugotische Madonna (20. Jh.)
- Pietà (19. Jh.)
- Ikone (19. Jh.)